# Роял
Роялът (на английски: grand piano) е музикален инструмент от групата на струнните клавишни инструменти.
Има вид на голямо криловидно трикрако пиано за концертни изпълнения. Сред най-известните марки рояли са Steinway & Sons, Bechstein, Yamaha, Bösendorfer, Blüthner, Zimmermann. Днешния си вид роялът се е оформил през XVIII век.
При рояла струните са разположени хоризонтално, опънати успоредно на клавишите. Има различни по размер рояли, като големите концертни модели могат да достигнат дължина над 3 м. Съществуват и малки с дължина на струнната кутия до 1,5 м.
Роялът е инструмент, предвиден за концертни изпълнения в големи зали както за солови, така и за изпълнения заедно с други инструменти и дори цял оркестър. Поради това, за по-голяма звучност, капакът на струнната кутия се отваря. В това положение, освен че няма физическа бариера, звукът се „отразява“ в отворения под ъгъл капак и бива отправян директно към публиката.
Хоризонтално поставяните струни са удряни от чукчета от долната им страна, за разлика от вертикално поставяните струни на вертикалното пиано. Дългите струни и дългата резорнаторна дъска на рояла създава огромен динамичен диапазон.
С изключение на някои модели на Bösendorfer, които са с допълнителни басови клавиши, роялът по принцип има 88 клавиша, а тоновият му обем е от A2 до c5.
Модерният роял е с три педала. Най-важният от трите педали е десният, и се казва „состенуто“ [sostenuto на италиански]. Този педал вдига всичките демпфери, удължавайки звука от струнните. Левият педал се казва „уна корда“ (ит. una corda, букв. „една струна“). Уна кордата придвижва цялата клавиатура и закачените механизми (включително чукчетата) надясно. Докато клавиатурата е преместена надясно, чукчетата удрят по-малко на брой струни. На модерните рояли, които разполагат с по три струни на клавиш през по-голямата част от звуковия диапазон, преместените надясно чукчета удрят по само две струни. Когато педалът се отпуска, стоманена пружина, разположена от вътрешната страна на корпуса на инструмента, мести клавиатурата обратно към първоначалната ѝ позиция. Звуковият ефект на педала е по-тих звук и по-глух тембър. При роялите през XIX век, които са разполагали с по две струни на клавиш, преместените на дясно чукчета са удряли по само една струна – una corda.

## Галерия
- Kawai Crystal Grand CR-40A
- Steinway
- Bösendorfer
- Bösendorfer
- Акордьор
- Дървена рамка
- Steinway (модел B-211) с отворен капак